# Se (tidning)
Se var en svensk bildtidning som grundades 1938 som Sveriges första bildreportagetidskrift. Grundarna var tidningsmakaren Carl-Adam Nycop och förläggaren Åke Bonnier d.ä. Med amerikanska Life Magazine och Look (startade 1936 respektive 1937) som förebilder skapade Se en för Sverige helt ny fotojournalistik med ett nytt sätt att berätta om världen. Se-redaktionen inspirerades också av den brittiska tidskriften Picture Post.

## Historik
Under andra världskriget kom tidskriften att berätta om striderna i stort upplagda bildreportage. Man förde då en aktiv kamp mot nazismen och svenskt medlöperi.
Tidskriften riktade sig främst till en manlig publik, genom sitt innehåll av aktuella reportage, sport och stora fotografiska bilder. Bildtidningarnas kris under 1960- och 1970-talen ledde till att Se blev en herrtidning, och under 1970-talet gavs i Se ett allt större utrymme åt pornografiska bilder. 
Nycop lämnade Se 1944 för att starta kvällstidningen Expressen.
Se lades ner 1981, som en följd av minskande upplaga och försämrad lönsamhet. Detta följde motsvarande nedläggningar av bland annat Look (1971) och Life (1972, senare återstartad). Under hela sin levnad utgavs tidskriften av veckotidningsförlaget Åhlén & Åkerlund.

## Kända medarbetare
- Carl-Adam Nycop, chefredaktör 1938–1944
- Rune Moberg, chefredaktör 1950–1954, kolumnist till 1977
- Sven Sörmark, chefredaktör
- "Rit-Ola" (Jan-Erik Garland), tecknare
- Gits Olsson, kåsör 1952–1976
- Ulf Nilson, reporter
- Tommy Schönberg, reporter
- Anders Hasselbohm, reporter
- Lennart Nilsson, fotograf
- Anders Engman, fotograf
- Anna Riwkin, fotograf
- K.W. Gullers, fotograf
- Sven-Gösta Johansson (1929–2005), fotograf
- Kary H Lasch, fotograf
- Björn Larsson-Ask